# Championnat de La Réunion de football 1966
Le Championnat de La Réunion de football 1966 était la 17e édition de la compétition qui fut remportée par la SS Saint-Louisienne.

## Classement
| Rang | Équipe                  | Pts | J  | G  | N | P  | Bp | Bc | Diff |
| ---- | ----------------------- | --- | -- | -- | - | -- | -- | -- | ---- |
| 1    | SS Saint-Louisienne (T) | 49  | 18 | 13 | 5 | 0  |    |    |      |
| 2    | SS Tamponnaise          | 42  | 18 | 11 | 2 | 5  | 59 | 34 | +25  |
| 3    | US Bénédictine          | 40  | 18 | 9  | 4 | 5  |    |    |      |
| 4    | SS Dynamo               | 39  | 18 | 10 | 1 | 7  |    |    |      |
| 5    | SS Jeanne d'Arc         | 36  | 18 | 6  | 6 | 6  |    |    |      |
| 6    | JS Saint-Pierroise      | 36  | 18 | 7  | 4 | 7  |    |    |      |
| 7    | FC APEP (P)             | 33  | 17 | 5  | 6 | 6  |    |    |      |
| 8    | SS Patriote (C)         | 36  | 18 | 6  | 5 | 7  |    |    |      |
| 9    | Stade Saint-Paulois     | 28  | 18 | 4  | 3 | 11 |    |    |      |
| 10   | SS Excelsior            | 22  | 18 | 2  | 0 | 16 |    |    |      |

|  | Barrage contre le 2e de D2 |
|  | Relégation en 2e division  |

### Barrage pour la D2
Le 9e du championnat de première division affronte le second de deuxième division pour une place en D1 la saison suivante.
- Stade Saint-Paulois (D1) 1-3 SS Cadets Saint-Louisien (D2)

Le SS Cadets-Louisien monte en D1, le Stade Saint-Paulois descend en D2.